# Sebastian Öberg
Sebastian Öberg, född 1 april 1955 i Stockholm, är en svensk kompositör och cellist.
Öberg har mestadels varit aktiv inom rockmusiken. Han har sedan 1970-talet spelat med grupper och artister som Fläskkvartetten, Tant Strul, Fläsket brinner, Stadion Der Jugend, Älgarnas trädgård, Freddie Wadling, Joakim Thåström, Robyn, Mats Ek och Thore Skogman.
Öberg har gjort musik till serier och filmer som tex Wallanderfilmerna.
Sedan 2022 spelar Öberg i gruppen Audiocopter.

## Filmmusik i urval
- 1991 – Il Capitano
- 1995 – Eggs
- 1997 – En frusen dröm
- 2006 – En såpa